# T21

## T21/T2
T21, ursprungligen T2, inköptes av SJ i mitten av 1950-talet för att ersätta ånglok på sidolinjer. Loket bygger på den tyska konstruktionen Maschinenbau Kiel MaK 800 D (V65) med några SJ-specifika modifieringar, bland annat en större hytt än originalet. Beställningen omfattade 56 lok, varav 10 skulle byggas på licens i Sverige vid ASJ i Falun. Fyra av dessa lok försågs från början med en svensk hydraulväxel och fick då littera T3, ändrat till T22 på 1960-talet. Denna växel fungerade dock inte särskilt bra utan de sista sex av de svenskbyggda loken levererades med tysk växel. Ursprungliga T2-lok hade nummer 57-71 och 76-112. Två T21-lok tillkom senare genom utbyte av den dåligt fungerande växeln i två av T22-loken. 
Utmärkande för loken var den karakteristiska färgsättningen med en brunröd färg på korgen och en gul dekorlinje som framtill och baktill bildade ett V. På 1990-talet fick några lok (T21 84 och 100) en annan färgsättning då de kom i trafik hos olika privata operatörer.
T21-loken användes ända in på 1990-talet både som växellok och i viss mån som linjelok. Efter aktiv tjänst kom många av loken att ingå i beredskapsreserven, till dess denna avvecklades genom försäljning bland annat till museiföreningar. Loken trafikerade i stort sett hela landet, men trafiken var särskilt tät med denna loktyp i trakterna kring Nässjö och Kristinehamn. 

## T22/T3
T22/T3 Har samma grundkonstruktion som SJ:s litt T21/T2, men har en svensk hydraulväxel, tillverkad av SRM (Svenska Rotor Maskiner). Denna hydraulväxel hade tre steg. I steg 1 (0-30 km/h)driver pumphjulet ett stort och ett litet turbinhjul som roterar åt motsatt håll. Kraften från dessa turbiner går till en planetväxel. I steg  2 (30-60 km/h roterar inte det mindre turbinhjulet utan fungerar som ledskenor. I steg 3 (60-80 km/h) är pumphjulet och de båda turbinhjulen mekaniskt sammankopplade. Fyra exemplar byggdes av ASJ i Falun med nr 72-75. Två av dessa byggdes senare om till litt T21. De hade samma utseende på utsidan som T21. Det sista T22-loket slopades 1978.

## Nora Bergslags Järnväg
Den privata järnvägen Nora Bergslags Järnväg köpte fyra lok av samma typ som T21, dock utan SJ:s modifieringar. Dessa fick litt T och nummer 21-24 och hade en färgsättning som T21, men en röd målad korg.